# Désiré Letort
Pour les articles homonymes, voir Letort.
Désiré Letort, né le 29 janvier 1943 à Bourseul (Côtes-du-Nord) et mort le 9 septembre 2012 à Saint-Malo (Ille-et-Vilaine), est un coureur cycliste français.

## Biographie
Désiré Letort a disputé huit Tours de France et a porté le maillot jaune en 1969. Il le revêt à l'issue de la cinquième étape disputée entre Nancy et Mulhouse et le cède le lendemain à Eddy Merckx à l'issue de la 6e étape au Ballon d'Alsace.
En 1967, vainqueur du championnat de France sur route, il est déclassé pour cause de dopage,.
Dans un article consacré à Roger Pingeon, le journaliste indique que Pingeon s'autorisait chaque soir un verre de vin rouge, provoquant ainsi l'irritation de leur directeur sportif, parce que Désiré Letort finissait souvent la bouteille (Vélo Magazine, septembre 2012). 
Il meurt le 9 septembre 2012 à l’hôpital de Saint-Malo à l’âge de 69 ans.
Il était surnommé « Plancoët », du nom d'un village breton célèbre pour son eau minérale...

## Palmarès

### Palmarès amateur
- 1962
  - 3e étape de l'Essor breton
  - Élan Breton (contre-la-montre)
  - 2e du championnat de Bretagne sur route
  - 2e du Grand Prix Pierre Le Doaré
- 1963
  -  Champion de France de poursuite par équipes
  -  Champion de France militaires de poursuite (à Dijon)
  - 3e étape de l'Essor breton
  - Circuit des Deux Provinces
  - 2e du championnat de France militaires sur route
  - 3e de Paris-Vailly
- 1964
  -  Champion de France des sociétés
  - Paris-Rouen
  - 2ea étape du Trophée Nice-Matin
  - 5e étape du Tour de l'Avenir
  - Trois Jours de Rennes :
    - Classement général
    - 3e étape

  - Grand Prix de Fougères
  - Trophée Peugeot
  - 2e du championnat de Bretagne sur route
  - 2e de Paris-Vailly
  - 2e du Mérite Veldor
  - 3e de la Route de France
  - 3e du Grand Prix de France
  - 6e du Tour de l'Avenir

### Palmarès professionnel
- 1965
  - 3e de la Promotion Pernod
  - 10e du Grand Prix des Nations
- 1966
  - Paris-Camembert
  - 2e du Circuit de la Vienne
  - 3e de la course de côte du mont Faron
  - 8e de Paris-Nice
- 1967
  -  Prix de la combativité du Tour de France
  - 4e du Tour de France
  - 7e de Bordeaux-Paris
- 1968
  - 2e étape du Tour du Nord
- 1969
  - Poly béarnaise
  - 9e du Tour de France
- 1970
  - 1re étape du Tour de Romandie
  - 3e du Grand Prix de Cannes
  - 10e du Critérium des Six Provinces
- 1971
  - Nice-Seillans
  - 4e de Paris-Nice
  - 5e du Critérium du Dauphiné libéré
- 1972
  - 9e du Tour d'Espagne

## Résultats sur les grands tours

### Tour de France
8 participations
- 1965 : abandon (13e étape)
- 1966 : 57e
- 1967 : 4e,  Prix de la combativité
- 1968 : abandon (12e étape)
- 1969 : 9e,  maillot jaune pendant 1 jour
- 1970 : hors délais (7ea étape)
- 1971 : 17e
- 1972 : abandon (14eb étape)

### Tour d'Italie
1 participation
- 1968 : abandon

### Tour d'Espagne
4 participations
- 1967 : 27e
- 1969 : hors délais (17e étape)
- 1971 : 26e
- 1972 : 9e